# Petronella Oortman
Petronella Oortman (geboren 1656 in Amsterdam; begraben am 17. November 1716 ebenda) war eine niederländische Besitzerin eines stattlichen Puppenhauses.

## Leben
Petronella Oortman wurde 1656 in Amsterdam geboren. Sie wuchs als eines von sieben Kindern des Büchsenmachers Hendrik Oortman (gest. 1680) und Aeltje Jans Steur in einer wohlhabenden Familie auf. Oortman heiratete 1675 in Amsterdam den aus Hamburg stammenden Seidenhändler Carel Witte. Sie bekam 1683 eine Tochter, die 1684 starb. Ihr Mann starb 1685. Sieben Monate später heiratete sie Johannes Brandt. Er war ebenfalls im Seidentuchhandel tätig. Sie zog in sein Haus, in dem sich auch das Geschäft und die Werkstatt befanden. Mit ihm hatte sie vier Kinder: Hendrina (1691), Jan (1694), Jacob (1696) und Olivier (1697). Sie ließen die Kinder zu Hause lutherisch taufen. Brandt war im Kirchenvorstand der evangelisch-lutherischen Gemeinde tätig, später auch sein Sohn Jan.

### Puppenhaus

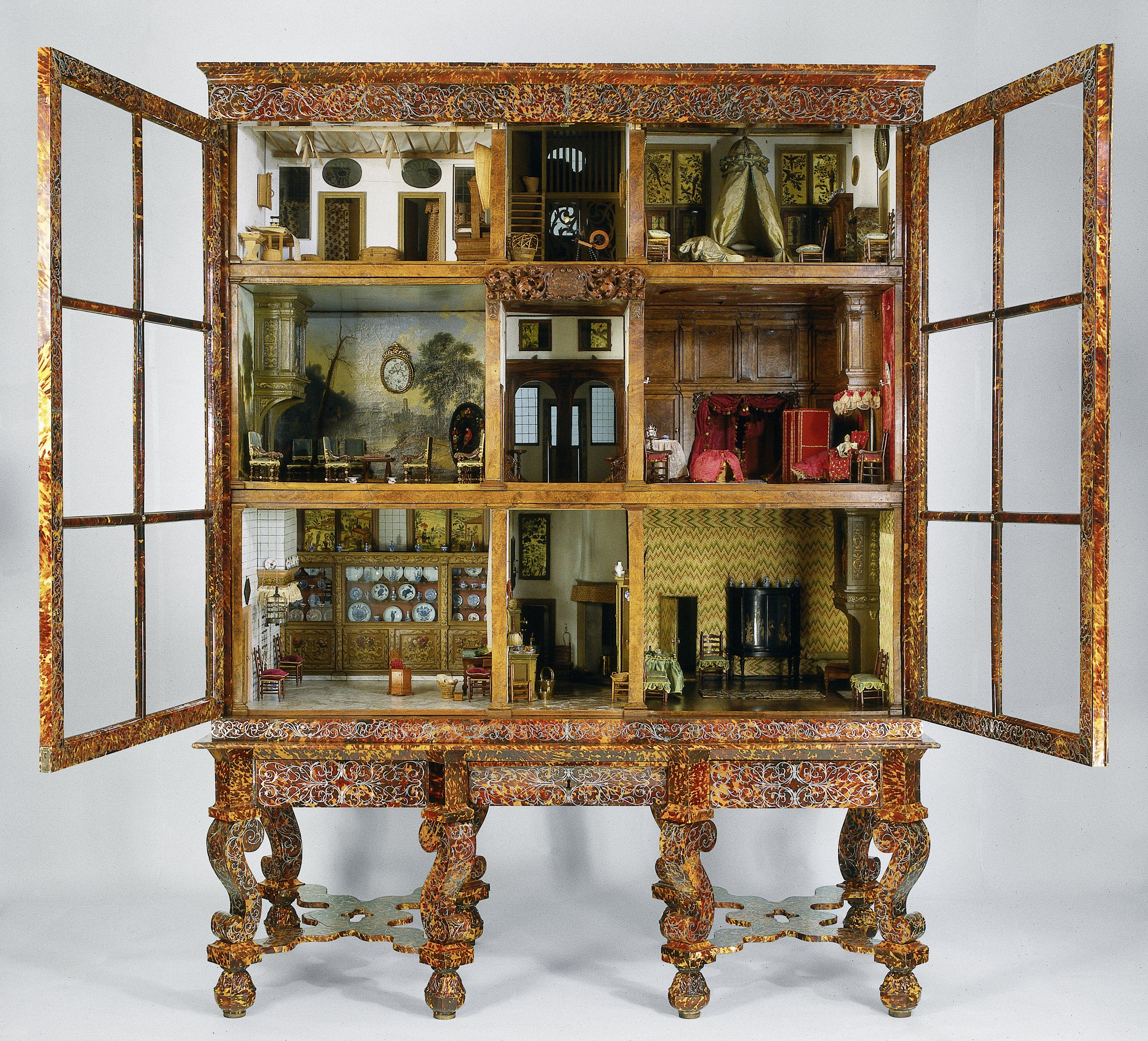
Puppenhaus von Petronella Oortman

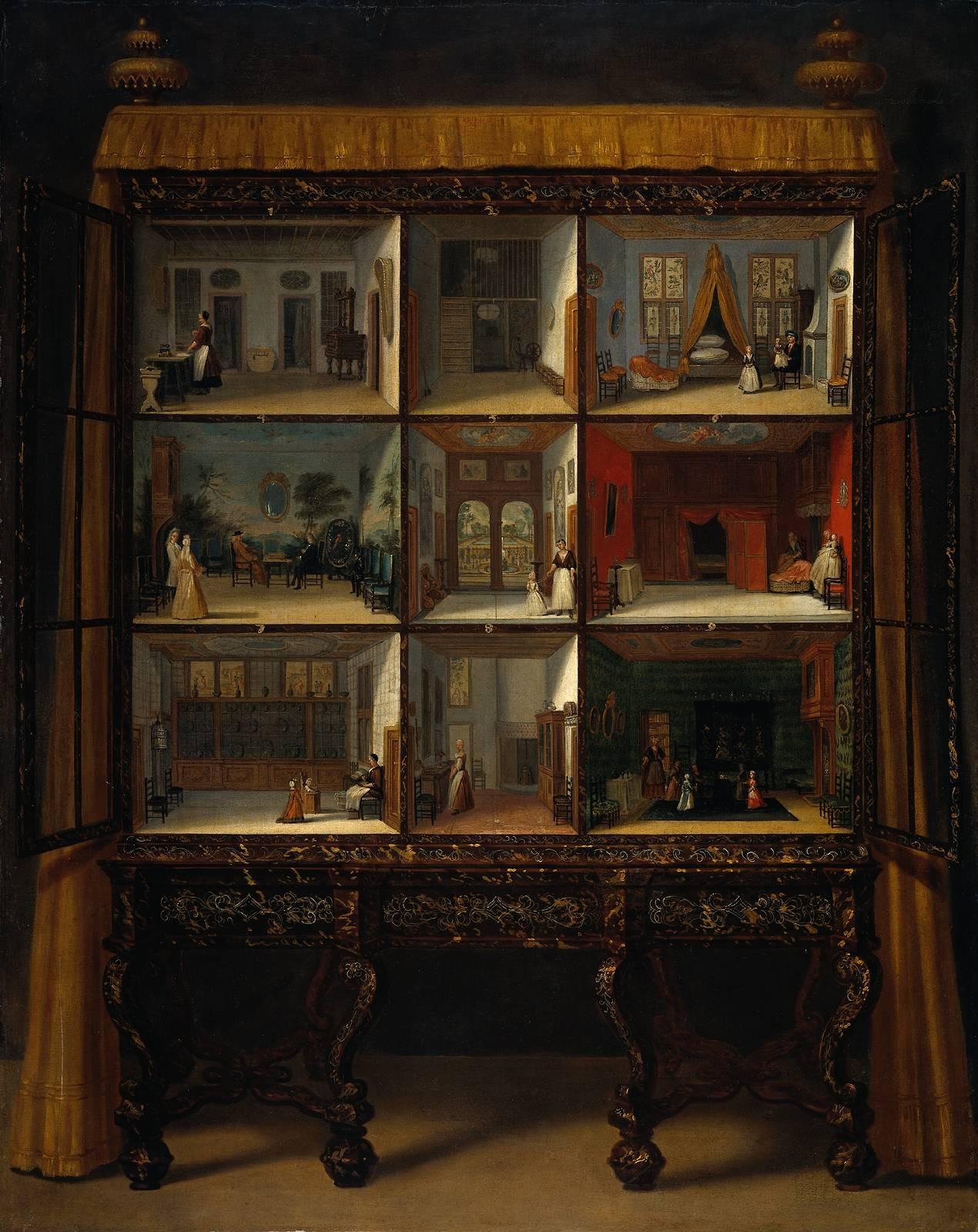
Gemälde von Jacob Appel, um 1710

Zwischen 1686 und 1690 wurde für Oortman ein Puppenhaus aus edlen Materialien angefertigt. Der Schrank des Puppenhauses ist mit Schildpatt und Zinn verkleidet und enthält viele Kunstwerke. Das Haus selbst wurde von einem französischen Tischler gefertigt. Es war etwa zweieinhalb Meter hoch und fast zwei Meter breit. Von den Puppen ist nur eine erhalten, die anderen sind verschwunden. Auf dem Gemälde von Jacob Appel (1680–1751) sind sie noch zu sehen. Der repräsentative Saal des Puppenhauses erhielt von Nicolaas Piemont (1644–1709) eine Wandbemalung, in der eine durchgehende Landschaft zu sehen ist. Die Decke ist mit Wolken und Vögeln bemalt. Auf Appels Gemälde sitzen zwei Puppen im Raum und spielen Tric Trac. Zwei weitere Zimmer sind in diesem Puppenhaus besonders. Zum einen das Entbindungszimmer mit einer Wiege und einem speziellen Stuhl für die Hebamme sowie der Bestattungsraum, in dem auf dem Gemälde von Appels ein verstorbenes Kind lag.
Nach dem Tod von Oortman im November 1716 erbte ihre Tochter Hendrina das Puppenhaus. Als der deutsche Reisende Zacharias Konrad von Uffenbach das Puppenhaus 1718 besichtigte, schrieb er in seinem Bericht: „Hr. Brand empfing uns sehr hofflich undt seine Jungfer dochter […] zeigte uns mit sonderbarer emsigheit das Cabinet. […] Es ist sonsten überhaupt beij diesem cabinet zu observiren dasz alles nach dem leben gantz naturell gemacht, undt zwar auch so beij dem Puppen, dasz man alle ihre Kleider und Schmuck an undt aus ziehen konte“. Von Uffenbach war stolz darüber, das Puppenhaus besichtigen zu dürfen. Ihm zufolge hatte Prinzessin Marie Luise von Hessen-Kassel erst bei ihrer dritten Anfrage die Genehmigung für eine Besichtigung erhalten.
Oortmans Puppenhaus war sehr bekannt. Es wurde berichtet, dass Zar Peter der Große es kaufen wollte, es jedoch zu teuer war. Laut Hendrina hatte ihre Mutter etwa 30.000 Gulden für den Bau und die Ausstattung des Hauses ausgegeben. In einer Inventarliste ihres Bruders Jan aus dem Jahr 1743 wurde das Puppenhaus jedoch nur mit 700 Gulden bewertet. Als das Puppenhaus von Petronella de la Court 1744 verkauft wurde, kostete es 1.200 Gulden. Das Puppenhaus und sein Inhalt werden in einem gedruckten Katalog aus der Zeit nach 1758 ausführlich beschrieben. Im Jahr 1821 wurde das Puppenhaus von Oortman von der Regierung gekauft. Heute kann es, ebenso wie das Gemälde von Appel im Rijksmuseum Amsterdam besichtigt werden.